# École Nautique de Barcelone
 (septembre 2024).
L'École Nautique de Barcelone est un bâtiment historiciste situé sur le Pla de Palau face à La Barceloneta. Il est classé bien culturel d'intérêt local.
Il s'agit d'un bâtiment isolé de plan quadrangulaire, ses quatre façades de style néoclassique sont précédées par des portiques flanqués de colonnes toscanes. L'édifice est composé d'un large rez-de-chaussée destiné aux services et à l'administration du centre, au-dessus duquel se trouvent deux étages et au-dessus un toit plat.

## Histoire
Il a été construit entre 1930 et 1933 à l'endroit où se trouvait le Portal de Mar, selon le projet des architectes Joaquim Vilaseca et Adolf Florensa.
Avec le déclenchement de la guerre civile espagnole, il fut temporairement occupé par le Comité des milices antifascistes, et plus tard l'École de la marine marchande méditerranéenne y fut installée. Depuis 1990, l'école fait partie de l'Université Polytechnique de Catalogne en tant que Faculté Nautique de Barcelone.

### Traduction
- (ca) Cet article est partiellement ou en totalité issu de l’article de Wikipédia en catalan intitulé « Escola de Nàutica de Barcelona » (voir la liste des auteurs).